# Colonia Nueva del Ceñidor
Colonia Nueva del Ceñidor är en ort i Mexiko.   Den ligger i kommunen Múgica och delstaten Michoacán de Ocampo, i den södra delen av landet, 300 km väster om huvudstaden Mexico City. Colonia Nueva del Ceñidor ligger 346 meter över havet och antalet invånare är 370.
Terrängen runt Colonia Nueva del Ceñidor är huvudsakligen platt, men åt nordost är den kuperad. Runt Colonia Nueva del Ceñidor är det ganska tätbefolkat, med 134 invånare per kvadratkilometer. Närmaste större samhälle är Nueva Italia de Ruiz, 10,7 km öster om Colonia Nueva del Ceñidor. Omgivningarna runt Colonia Nueva del Ceñidor är en mosaik av jordbruksmark och naturlig växtlighet.